# Akono
Pour les articles homonymes, voir Akono (homonymie).
Akono est une commune rurale du Cameroun, située dans la région du Centre et le département de la Méfou-et-Akono. Également un arrondissement, c'est le premier grand carrefour et centre d'affaires sur l'axe bitumé Yaoundé-Olama-Kribi, il est situé à 60 kilomètres de Yaoundé.

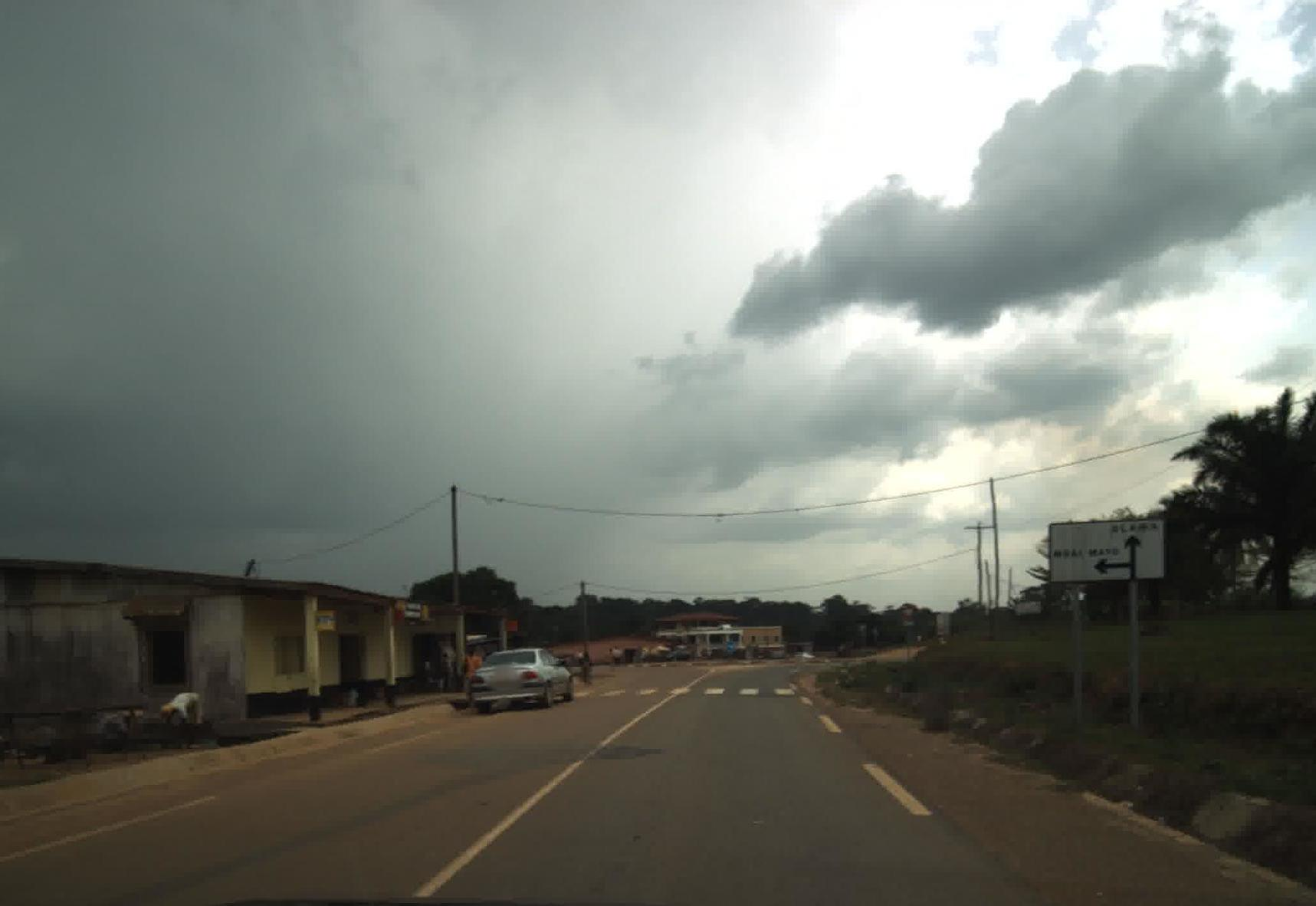
Vue de l'axe lourd Yaounde-Kribi passant par Akono

## Histoire
Akono est un district créé en 1964. Il prend le nom de son premier maire en 1968. Le district d'Akono est érigé en arrondissement en 1974.

## Géographie

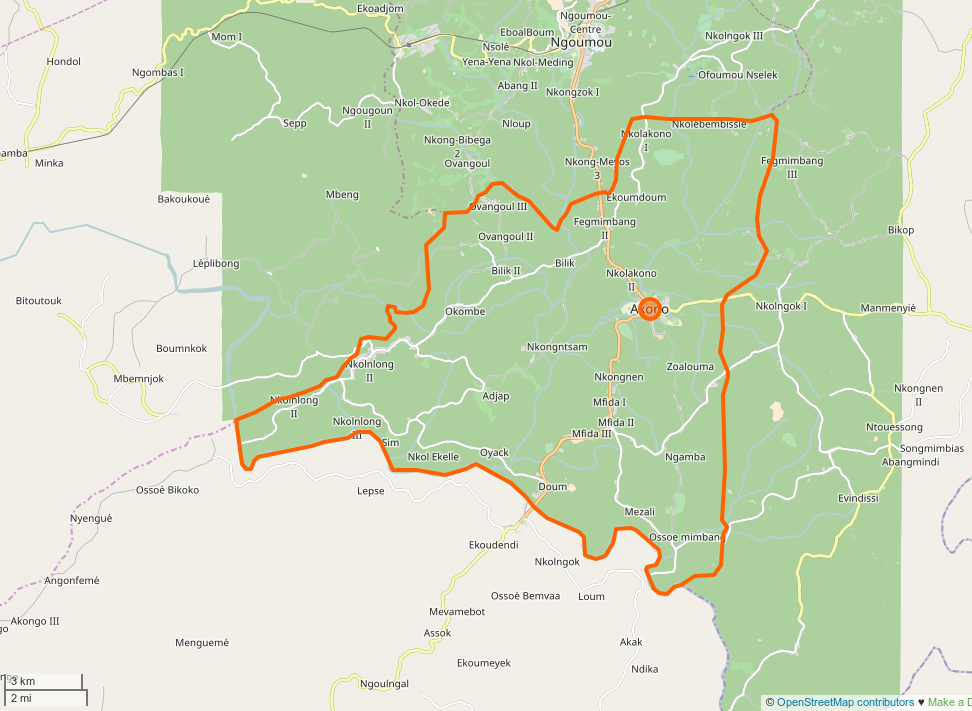
<gauche>

L'arrondissement d'Akono est limité au nord par Ngoumou (chef-lieu de département de la Méfou-et-Akono), à l'est par Bikok (autre arrondissement du même département). Au sud, par le fleuve Nyong, qui sépare Akono du district de Ngomedzap, et à l'ouest  par la commune de Makak.
Sa topographie est variée, faite de plaines, de vallées que dessinent les nombreux cours d'eau aux fonds plats et marécageux.

## Climat
Situé en plein milieu de la forêt équatoriale, l'arrondissement d'Akono connaît quatre saisons :
- une petite et une grande saison sèches,
- une petite et une grande saison des pluies.

Les mois de fortes pluies sont les mois d'octobre et novembre, avec des précipitations à hauteur de 200 mm (pour une pluviométrie annuelle de 1 200 mm)
.
La température moyenne est de 23 °C
.

## Population et Habitat

### Population
Lors du recensement de 2005, la commune comptait 8 511 habitants, dont 3 168 pour la ville d'Akono.
L'arrondissement subdivise cette population en quatre principaux groupements de l'ethnie ewondo, dans le groupe ethnique des langues bétis :
- Mvog Tsoung'Mballa
- Fouda Mballa
- Elega
- Mfida

Ces groupements ont à leur tête des chefs traditionnels de deuxième degré.
Les autochtones (ewondo) appartiennent à diverses familles:
- Mvog Dzou
- Elega
- Mvog Fouda
- Yanda
- etc., comprises dans les quatre principaux groupements ethniques de l'arrondissement.

La commune compte trente-six villages, dirigés par des chefs de troisième degré. Ces villages sont inégalement peuplés et inégalement distants du centre urbain entre 1 et 20 km. 
Le centre urbain compte environ 3 000 habitants en 2012. Pendant la période scolaire, ce chiffre peut doubler ou tripler.
La population est d'obédience fortement catholique à 90% environ.

## Organisation
Outre Akono et ses quartiers, la commune comprend les villages suivants  :
- Adzap
- Andok
- Bilik I
- Bilik II
- Doum
- Ekoumdoum
- Fegmimbang I
- Fegmimbang II
- Fegmimbang III
- Mbeng
- Mezali
- Mfida I
- Mfida II
- Mfida III
- Mfida IV
- Ndangueng
- Ngamba
- Nkoélon
- Nkol Akono I
- Nkol Akono II
- Nkol Nlong I
- Nkol Nlong II
- Nkol Nlong III
- Nkol-Ekelé
- Nkolbondi
- Nkong Ntsam
- Okombé
- Ovangoul I
- Ovangoul II
- Oyak
- Sim
- Zoalouma

### Habitat
L'habitat est le plus souvent modeste, voire très modeste, à l'image du fort taux de pauvreté de la population. Au milieu des nouvelles bâtisses occupées par des retraités, se trouvent d'anciennes demeures délabrées et beaucoup de cases en terre battue.
Trois types prédominent :
- Habitations en matériaux provisoires (~70 %) :
  - Terre battue + raphia
  - Terre battue + tôles ondulées
- Habitations en matériaux semi-provisoires (~25 %) :
  - Terre battue + crépissage au ciment + tôles ondulées
- Habitations en matériaux définitifs (~5 %) :
  - Parpaings de ciment ou brique de terre cuite +/- Crépissage de ciment + Tôles ondulées ou tuiles +/- jardin ou espace vert aménagé.

## Éducation
L'arrondissement d'Akono compte trois niveaux d'enseignement, inégalement répartis entre les différents villages. Ces niveaux sont :
- l'enseignement de base (maternelle et primaire) ;
- l'enseignement secondaire (collège et lycée).
- L'enseignement supérieur privé (polytechnique)

### Enseignement élémentaire
Il compte quatre écoles maternelles, trois publiques et une privée :
- École maternelle d'Akono
- École maternelle d'Ovangoul
- École maternelle de Mfida
- École maternelle privée catholique Saint-Kisito d'Akono

Il compte aussi quatorze écoles primaires dont treize publiques et une privée :
- École primaire d'Akono centre groupe 1
- École primaire d'Akono centre groupe 2
- École primaire de Bilik[Laquelle ?]
- École primaire de Doum
- École primaire de Fegmimbang
- École primaire de Mezali
- École primaire de Mfida
- École primaire de Nkol Negbe
- École primaire de Nkol Nlong 1
- École primaire de Nkol Nlong 2
- École primaire de Nkongntsam
- École primaire d'Ovangoul
- École primaire de Zoalouma
- École primaire privée catholique Saint-Kisito d'Akono

### Enseignement secondaire
En 2013, l'arrondissement comprend deux lycées et trois collèges d'enseignement secondaire (CES) publics et deux établissement secondaire privé. Ce sont les :
- CES d'Evindissi
- CES de Mfida
- CES de Nkol Nlong
- Lycée Bilingue d'Akono
- Lycée Technique S.T.T d'Akono
- Collège Stoll d'Akono, établissement privé catholique
- Petit séminaire Saint Joseph d'akono

### Enseignement supérieur
- École supérieure polytechnique Saint Joseph Travailleur d'Akono

## Santé
L'arrondissement dispose d'un seul centre médical d'arrondissement, service public situé en centre urbain, au cœur du quartier administratif. 
La congrégation des Sœurs de la Croix, présente dans la commune à travers la mission catholique, a ouvert un dispensaire privé, situé au cœur de la mission.

## Infrastructures

### Eau et énergie

#### Eau
La commune bénéficie d'un système d'adduction mis en place il y a plusieurs années par la SNEC (Société nationale des eaux du Cameroun) aujourd'hui CAMWATER (Cameroon Water Utilities Corporation).

#### Énergie
La commune bénéficie d'un accès au réseau électrique mis en place par la Société nationale d'électricité (SONEL) aujourd'hui eneo (principal fournisseur national).

### Télécommunications
Les principaux opérateurs de téléphonie mobile sont présents dans la commune. 
Le centre urbain dispose aussi d'un bureau de poste pour le service du courrier.

### Voirie urbaine
La construction en 2007 de l'axe Yaoundé-Olama-Kribi, permet de rallier la capitale le plus rapidement possible. Mais cet axe représente aussi toute la voirie d'Akono qui est principalement en terre battue pour desservir plusieurs villages.

### Mission catholique
Elle est fondée au début du XXe siècle par des missionnaires catholiques qui s'implantent dans la localité et construisent entre 1933 et 1937 une église. Cette église, bâtiment principal de la mission, est un magnifique monument de 70 mètres de long, 40 m de transept, 20 m de hauteur et de 20 m de largeur. Elle est classée patrimoine de l'UNESCO. Elle  attire de nombreux touristes. Le général Leclerc s'y serait caché pendant la Seconde Guerre mondiale.

#### LeCollège Stoll d'Akono
La mission catholique d'Akono comprend aussi le Collège Stoll. C'est un complexe scolaire d'environ 16 hectares dont la réputation a traversé les décennies. Fondé par Mgr Jean Zoa et bâti par les frères maristes des écoles sous la conduite du (fr) André Côté  en 1963 sur une partie des vestiges de l'ancien petit séminaire Saint-Joseph d'Akono, qui a vu passer dans ses locaux plusieurs hautes personnalités de la république du Cameroun, dont le président Paul Biya, le collège Stoll d'Akono accueille des élèves filles et garçons venus des quatre coins du Cameroun voire de la sous-région Afrique-centrale 

#### LesSœurs de la Croix
La mission intègre aussi la congrégation des Sœurs de la Croix qui y exerce plusieurs activités dont la principale est la tenue d'un dispensaire et d'une maison de retraite.

### Sports et Loisirs
Les principales infrastructures de sports et loisirs sont pour l'instant regroupées au sein du collège Stoll et de la mission catholique.
L'administration publique s'essaie à mettre des centres spéciaux tels que :
- la bibliothèque municipale
- le centre multimédia
- le foyer des jeunes et sa salle polyvalente
- le centre de promotion de la femme et de la famille
- Le stade municipal
- Un hôtel et beaucoup de bars
- Un hôtel de ville
- Un site touristique juste après le pont qui mène au centre ville
- Plusieurs motels

## Personnalités liées
- Marie-Hélène Ngoa-Guislain : (1941), Maire d'Akono de 2007à 2018
- Gaston Eloundou Essomba : (2018 à ce jour ministre de l'eau et de l'énergie)
- Marie Thérèse Abena Ondoa : actuel ministre de la promotion de la femme et de la famille.
- Pr Jean Tabi Manga : Ancien recteur de l'université de Yaoundé 2 SOA.
- Ondoa Effala Jean Marie : Actuel maire de la Mairie d'arrondissement d'AKONO
- Ongolo Cyriaque : Président du FOJEND ( Forum des Jeunes de Nkong- Tsam pour le développement)
- Happy d'Effoulan : Artiste musicien Mbole
- Jean William Solo : Ancien DG de la CAMWATER.
- Messi Bouli : Football professionnel.
- Marcel Nguini : Ancien Président de la Cour Suprême du Cameroun de 1968 à 1987
- Lady ponce : Artiste, chanteuse de bikutsi